# Haltérophilie aux Jeux olympiques d'été de 1996
Navigation
Barcelone 1992 Sydney 2000
Résultats des épreuves d'haltérophilie dans le cadre des Jeux olympiques d'été de 1996 à Atlanta. Dix épreuves furent disputées.

## Tableau des médailles
| Rang  | Nation        | Or | Argent | Bronze | Total |
| ----- | ------------- | -- | ------ | ------ | ----- |
| 1     | Grèce         | 2  | 3      | 0      | 5     |
| 2     | Chine         | 2  | 1      | 1      | 4     |
| 3     | Russie        | 2  | 1      | 0      | 3     |
| 4     | Turquie       | 2  | 0      | 0      | 2     |
| 5     | Ukraine       | 1  | 0      | 1      | 2     |
| 6     | Cuba          | 1  | 0      | 0      | 1     |
| 7     | Allemagne     | 0  | 2      | 1      | 3     |
| 8     | Bulgarie      | 0  | 1      | 2      | 3     |
| 9     | Corée du Nord | 0  | 1      | 1      | 2     |
| 10    | Kazakhstan    | 0  | 1      | 0      | 1     |
| 11    | Australie     | 0  | 0      | 1      | 1     |
| 11    | Hongrie       | 0  | 0      | 1      | 1     |
| 11    | Pologne       | 0  | 0      | 1      | 1     |
| 11    | Roumanie      | 0  | 0      | 1      | 1     |
| Total | Total         | 10 | 10     | 10     | 30    |

## Résultats
| Catégorie      | Or                        | Argent                      | Bronze                    |
| Moins de 54 kg | Halil Mutlu Turquie       | Zhang Xiangsen Chine        | Sevdalin Minchev Bulgarie |
| 54-59 kg       | Tang Ningsheng Chine      | Leonídas Sabánis Grèce      | Nikolay Pechalov Bulgarie |
| 59-64 kg       | Naim Süleymanoğlu Turquie | Valérios Leonídis Grèce     | Xiao Jiangang Chine       |
| 64-70 kg       | Zhan Xugang Chine         | Kim Myong-nam Corée du Nord | Attila Feri Hongrie       |
| 70-76 kg       | Pablo Lara Cuba           | Yoto Yotov Bulgarie         | Jon Chol Ho Corée du Nord |
| 76-83 kg       | Pýrros Dímas Grèce        | Marc Huster Allemagne       | Andrzej Cofalik Pologne   |
| 83-91 kg       | Aleksey Petrov Russie     | Leonídas Kókkas Grèce       | Oliver Caruso Allemagne   |
| 91-99 kg       | Kakhi Kakhiashvili Grèce  | Anatoli Khrapaty Kazakhstan | Mykola Hordiychuk Ukraine |
| 99-108 kg      | Tymur Taymazov Ukraine    | Serguei Syrtsov Russie      | Nicu Vlad Roumanie        |
| Plus de 108 kg | Andrey Chemerkin Russie   | Ronny Weller Allemagne      | Stefan Botev Australie    |